# Cecrope II
Cecrope (in greco antico: Κέκρωψ?, Kèkrōps) è un personaggio della mitologia greca e nome del settimo mitologico re di Atene, figlio di Eretteo e Prassitea. 

Succedette al trono del padre Eretteo.
Sposò Metiadusa, figlia di Eupalamo e cognata di Dedalo, dalla quale ebbe Pandione che si insediò sul trono dopo la fuga del padre.

## Mitologia
Quando il padre morì, i quattro fratelli (lo stesso Cecrope, Pandoro, Metione ed Orneo), si disputarono la successione.

Fu Suto (il marito di Creusa, sorella dei quattro contendenti) a decidere a chi spettasse il trono ma nonostante avesse scelto il primogenito, la decisione fu molto discussa e Suto fu costretto all'esilio nel regno di Egialeo.
Cecrope infine, dopo un regno di quarant'anni e sotto la pressione dei fratelli Metione ed Orneo che in questo lunghissimo tempo non avevano mai smesso di volerlo uccidere, dovette fuggire prima a Megara e poi sull'isola di Eubea dove si riunì con l'altro fratello (Pandoro) ed insieme fondarono una colonia.